# Hermions
Els hermions o herminons (en llatí hermiones) era una de les tres grans famílies en què l'autor clàssic Tàcit va dividir els germànics. Aquestes divisions eren: els (ingevons, que vivien prop del mar del Nord, els hermions, que ocupaven els territoris centrals i els istevons, al sud del territori. Aquestos noms derivaven dels fills de Mannus, mític fundador del poble germànic. Els hermions eren els descendents d'Hermin (o Irmin). El principal grup dels hermions eren els sueus.
Plini el vell divideix els germànics en cinc grups: sueus, hermundurs, cats, queruscs i hermions.